# Memorial a las víctimas de violencia en México
El Memorial a las víctimas de violencia en México es un monumento en Chapultepec, Ciudad de México (México). Su construcción se inició en 2012 durante la presidencia de Felipe Calderón y fue inaugurado el 5 de abril de 2013, durante la presidencia de su sucesor, Enrique Peña Nieto. Como su nombre lo indica, estuvo dedicada a honrar a quienes han sufrido violencia en el país.
El monumento está compuesto por 70 paredes de acero que tienen diferentes texturas y varios reflectores que proyectan la luz desde diferentes ángulos, incluso algunos bajo el agua. Los arquitectos fueron Julio Gaeta y Luby Springall (a través de su empresa Gaeta Springall Arquitectos) y Lighteam se encargó de la iluminación. Es descrito por sus diseñadores como un proyecto incompleto y vivo, donde los ciudadanos pueden escribir los nombres de las víctimas. Además, en las paredes se encuentran grabadas alrededor de 40 citas relacionadas con la violencia y la memoria, de personajes históricos.
El proyecto fue bien recibido por las publicaciones de arquitectura y arte. En 2014, el monumento ganó el premio al mejor uso del color en los premios AL Light & Architecture Design Awards. Sin embargo, recibió comentarios polarizados de grupos de derechos humanos y la sociedad debido a dos factores. El primero fue su ubicación en Campo Marte, operado por la Secretaría de la Defensa Nacional, y el segundo fue la participación en el proyecto de Calderón, quien inició la guerra contra las drogas en México en 2006.

## Antecedentes e historia

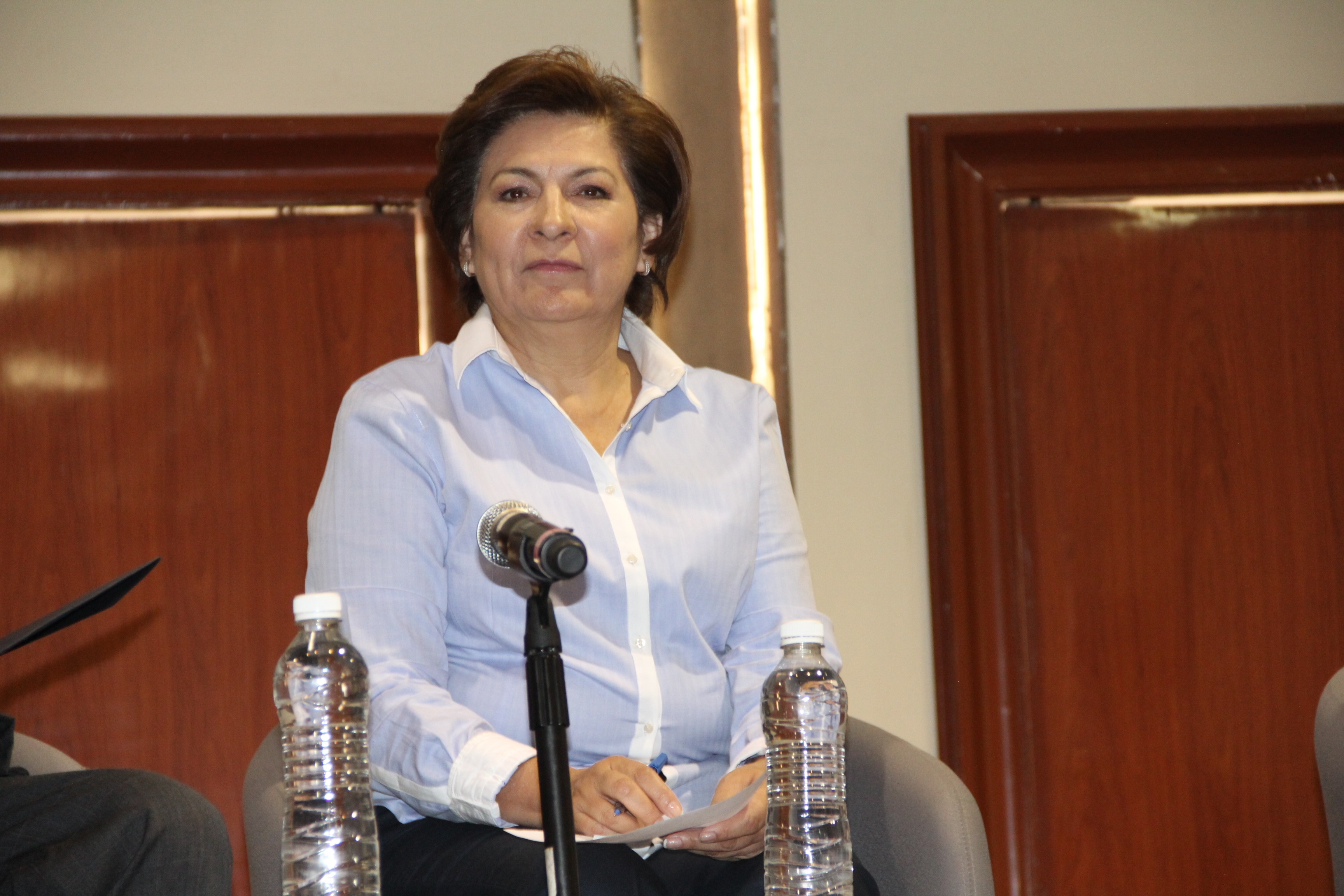
Miranda Wallace en ITESM Campus Ciudad de México durante la campaña federal de 2012

Felipe Calderón fue presidente de México desde el 1 de diciembre de 2006 hasta el 30 de noviembre de 2012. Días después de asumir el cargo, Calderón se sumó a la guerra mundial contra las drogas a través de las Fuerzas Armadas mexicanas. Durante su presidencia, el conflicto de baja intensidad provocó la muerte de unas 70.000 personas [lower-alpha 1] en daños colaterales, y Calderón dijo que la mayoría de las muertes eran criminales. En 2010, Isabel Miranda de Wallace, fundadora de la asociación Alto al Secuestro, solicitó a Calderón un espacio para colocar un memorial. Aunque inicialmente la propuesta fue ignorada, Javier Sicilia, líder del Movimiento por la Paz con Justicia y Dignidad (MPJD), y Julián LeBarón retomaron la propuesta en una reunión con Calderón. Para 2012, Calderón habló con familiares de las víctimas y les habló sobre la propuesta de creación de un memorial.
Gaeta Springall Arquitectos, propiedad de Julio Gaeta y Luby Springall, ganó el concurso nacional para erigir el memorial. Fue encargado por la Procuraduría Social de Atención a las Víctimas de Delitos (Províctima), un organismo gubernamental que luego se rebautizó como Comisión Ejecutiva de Atención a Víctimas. El espacio seleccionado fue un 15.000 m2 campo en el Campo Marte, anteriormente administrado por la Secretaría de la Defensa Nacional (SEDENA), en el Parque Chapultepec, Ciudad de México. El proyecto costó alrededor de Mex$ 30.000.000 (US$ 2.550.000) que fueron pagados por la Secretaría de Bienestar.
Antes de la construcción, el grupo de arquitectos llevó elementos de utilería para mostrar dónde debían colocarse las paredes. Además, contactaron a Gustavo Áviles, diseñador de iluminación y propietario de Lighteam, quien los asesoró en el proceso. La construcción comenzó el 7 de septiembre de 2012 y finalizó el 23 noviembre del mismo año. Se colocaron las estelas y posteriormente se contactó a varios fabricantes de luminarias para presentar sus luminarias. Fue inaugurado simbólicamente por la Secretaría de Gobernación durante el último día de la presidencia de Calderón. Sin embargo, no se abrió al público hasta el 5 de abril de 2013 durante la presidencia de Enrique Peña Nieto, su sucesor.

## Descripción y significado
El Memorial a las víctimas de violencia en México cuenta con 70 paredes de acero que simulan estelas (ya sean de acero oxidado, natural o inoxidable). Sus texturas pueden ser oxidadas o reflectantes. Según Springall, se eligió el acero oxidado porque simboliza las cicatrices que se acumulan con el tiempo y el acero inoxidable por su cualidad reflectante que actúa como un espejo que duplica lo que proyecta. En general, las paredes vienen en varias formas y tamaños, pero las más comunes son 2.4 metro (8 pies) de ancho y 12 metro (39 pies) de alto. Se utilizó hormigón para los caminos y bancos. Debajo de las estructuras, hay un estanque con agua. Las estelas están grabadas con unas 40 frases de personajes históricos, entre ellos Cicerón, Mahatma Gandhi, Martin Luther King Jr. y Carlos Fuentes ; se relacionan con temas como la violencia, la memoria, el amor o el dolor. El sitio es accesible para sillas de ruedas.
El sistema de iluminación LED tiene diferentes grados de intensidad y color. Las fuentes de iluminación están ubicadas en diferentes zonas, incluso bajo el agua y a lo largo de los corredores. Las áreas bajas están impregnadas de tonos cálidos, mientras que la coloración de las áreas más altas está restringida. Múltiples lámparas iluminan las frases, árboles y senderos grabados con tinta dorada. Como el memorial está abierto las 24 horas del día, la iluminación es un elemento principal al anochecer. Para Springall, la luz es esencial para su obra de arte porque se opone a la oscuridad y simboliza la esperanza y la vida.
Los arquitectos describen el memorial como un proyecto vivo e incompleto, donde los ciudadanos pueden escribir los nombres de las víctimas. Springall dijo que no se escribieron nombres porque no conocían a ninguno de ellos. Su concepto principal se inspiró en el Monumento a los Judíos Asesinados de Europa en Berlín, Alemania, y la idea de permitir que los dolientes escribieran en las paredes se inspiró en los grafitis del Muro de Berlín. El número Se seleccionó el 70 debido al simbolismo del número 7, que representa la perfección en la religión, y el simbolismo del número 10, que para ellos representa el recuerdo.

## Recepción
El monumento recibió el premio al mejor uso del color en los premios AL Light & Architecture Design Awards 2014. Entre las reseñas realizadas por los jurados, se dijo que la luz lleva un mensaje y juega con la sutileza en la delimitación de áreas. Para Elizabeth Donoff de Architect Magazine, las luces ofrecen "un lenguaje tácito de curación". Kristin Feireiss, curadora de arquitectura, diseño y jurado del Premio Pritzker de Arquitectura, dijo que el memorial mimetiza con la naturaleza de manera holística y con su "fuerte presencia física, extraordinaria sensibilidad artística y diálogo poético" se conecta con la comunidad. Para Samuel Cochran de Architectural Digest, los muros llaman “al recuerdo y la reflexión” y los compara con obras realizadas por Richard Serra. Jesús Tovar de El Siglo de Torreón la calificó como una obra "sencilla, humilde, sobria, integral y diferente" que juega con las luces y la naturaleza para llenar espacios vacíos. Expansión le otorgó una mención honorífica entre las mejores obras del año. Fue catalogado por Vice como una de las mejores obras de arquitectura en 2013.
Sin embargo, el proyecto recibió comentarios negativos de grupos de derechos humanos y miembros de la sociedad, quienes comentaron sobre la vaguedad en cuanto a a quién está dedicado el monumento y su ubicación. Eduardo Vázquez del MPJD lo consideró un monumento ilegítimo construido en una zona militar y que no representa a las víctimas. Dijo además que era irrelevante ya que su creación fue una voluntad de Calderón. En el libro Museos y sitios de persuasión, Benjamin Nienass y Alexandra Délano Alonso consideran que el monumento es "una fachada de participación que no pretende tanto traer más legitimidad democrática o abrir el debate al espacio, sino simplemente aliviar a los tomadores de decisiones". de rendición de cuentas".
El movimiento propuso originalmente realizar audiencias sobre dónde colocar el memorial, así como la creación de un censo con los nombres de las víctimas. Ambas solicitudes fueron rechazadas. Sicilia comentó que era mejor apropiarse de la Estela de Luz y transformarla en el "Centro de la Memoria". También lo comparó con una fosa común. Arquitecto Miquel Adrià dijo que esperaba que el monumento cayera en el olvido por la falta de participación social ya que un "memorial sólo tiene valor en la medida en que tiene sentido". Familiares de las víctimas consideraron una provocación colocarlo en un recinto militar ya que por su culpa se produjeron múltiples bajas. María de Vecchi, integrante de la organización HIJOS México, dijo que el proyecto es como una fachada gubernamental ya que los crímenes quedan en la impunidad.
Algunas organizaciones, por otro lado, fueron más positivas. Félix Hernández Guzmán, del grupo Comité 68, comentó que independientemente de la ubicación del memorial junto a Campo Marte, la organización ha colocado allí varias placas con los nombres de las víctimas de la masacre de Tlatelolco. En un principio, Miranda de Wallace apoyó la instalación por considerarla un lugar abierto para reflexionar y mirar hacia el futuro. Para 2015, dijo, la obra perdió su intención inicial ya que no concientiza sobre la violencia en el país y el gobierno no le da importancia al memorial. Además de Miranda de Wallace, Alejandro Martí de México SOS estuvo presente durante la inauguración; allí comentó que el memorial debe representar una lucha común para que no haya más víctimas.